# آناتولی دیاتلوف
آناتولی استپانوویچ دیاتلوف (روسی: Анатолий Степанович Дятлов؛ ۳ مارس ۱۹۳۱–۱۳ دسامبر ۱۹۹۵) معاون مهندس ارشد نیروگاه هسته‌ای چرنوبیل بود و سرپرست آزمایش ایمنی فاجعه‌آمیز که منجر به فاجعهٔ چرنوبیل (۱۹۸۶) شد. او در سال ۱۹۹۰ در جریان عفو عمومی دولت از زندان آزاد شد.
دیاتلوف در سال ۱۹۳۱ در کراسنویارسک، جمهوری روسیه فدراسیون سوسیالیستی روسیه متولد شد. پدر و مادرش دهقانانی بودند که در نزدیکی رودخانه ینیسی زندگی می‌کردند قبل از پذیرش در مؤسسه مهندسی و فیزیک مسکو در سال ۱۹۵۹ به تحصیل در مدرسه حرفه‌ای و شغل برق کاری مشغول بود. پس از فارغ‌التحصیلی، او در یک کارخانه کشتی سازی در Komsomolsk-on-Amur، در بخش نصب رآکتور به زیردریایی کار می‌کرد. در طی یک حادثه هسته‌ای، ۲۰۰ رم دوز هسته‌ای دریافت کرد. یک دوز که به‌طور معمول باعث عفونت خفیف، استفراغ، اسهال، خستگی و کاهش مقاومت در برابر عفونت می‌شود. همچنین پسر او در اثر لوسمی درگذشت.
در سال ۱۹۷۳، او به پریپیت، جمهوری شوروی سوسیالیستی اوکراین رفت تا در نیروگاه هسته‌ای چرنوبیل که تازه تأسیس شده بود کار کند. تجربه چهارده ساله او در زمینه رآکتورهای دریایی در شرق خاوری شوروی، باعث شد یکی از سه مدیر ارشد پایگاه چرنوبیل شود. او مسئول واحدهای سه و چهار بود.
در تاریخ ۲۶ آوریل ۱۹۸۶، دیاتلوف یک آزمایش در رآکتور ۴ نیروگاه هسته‌ای را نظارت کرد، که منجر به بدترین تصادف در نیروگاه هسته‌ای در تاریخ شد. در طی تصادف، دیاتلوف در معرض دوز تابش قرار گرفت، که بعد از ۳۰ روز باعث مرگ در ۵۰٪ افراد می‌شود. با این حال، او جان سالم به در برد و به همراه نیکولای فومین و ویکتور بریوخانوف، دیاتلوف برای عدم اجرای قوانین ایمنی محاکمه شد. در سال ۱۹۸۷، این سه نفر به جز فومین به دلیل نقض قوانین ایمنی منجر به انفجار به ۱۰ سال زندان محکوم شدند. او بعد از سه سال مورد عفو گرفت. و یک کتاب نوشت که در آن ادعا کرد که طراحی ضعیف کارخانه، در درجه اول مسئول تصادف بود. در گزارش‌های بعدی معلوم شد کارکنان چرنوبیل را در صورت انجام ندادن تست در آن شب تهدید به اخراج کرده بود از جمله الکساندر آکیموف، که در ابتدا نقص در رآکتور همچنین خطاهای برنامه‌های امتحان را دید.
آناتولی دیاتلوف در سال ۱۹۹۵ در اثر تشعشعات رادیواکتیو چرنوبیل درگذشت.
Dyatlov توسط پال ریتر در 2019 HBO Miniseries چرنوبیل و توسط راجر آلبورو در فاجعه انبساط سال ۲۰۰۶ بی‌بی‌سی: فاجعه هسته‌ای چرنوبیل تصویر شده‌است.